# Jardín Botánico Purwodadi

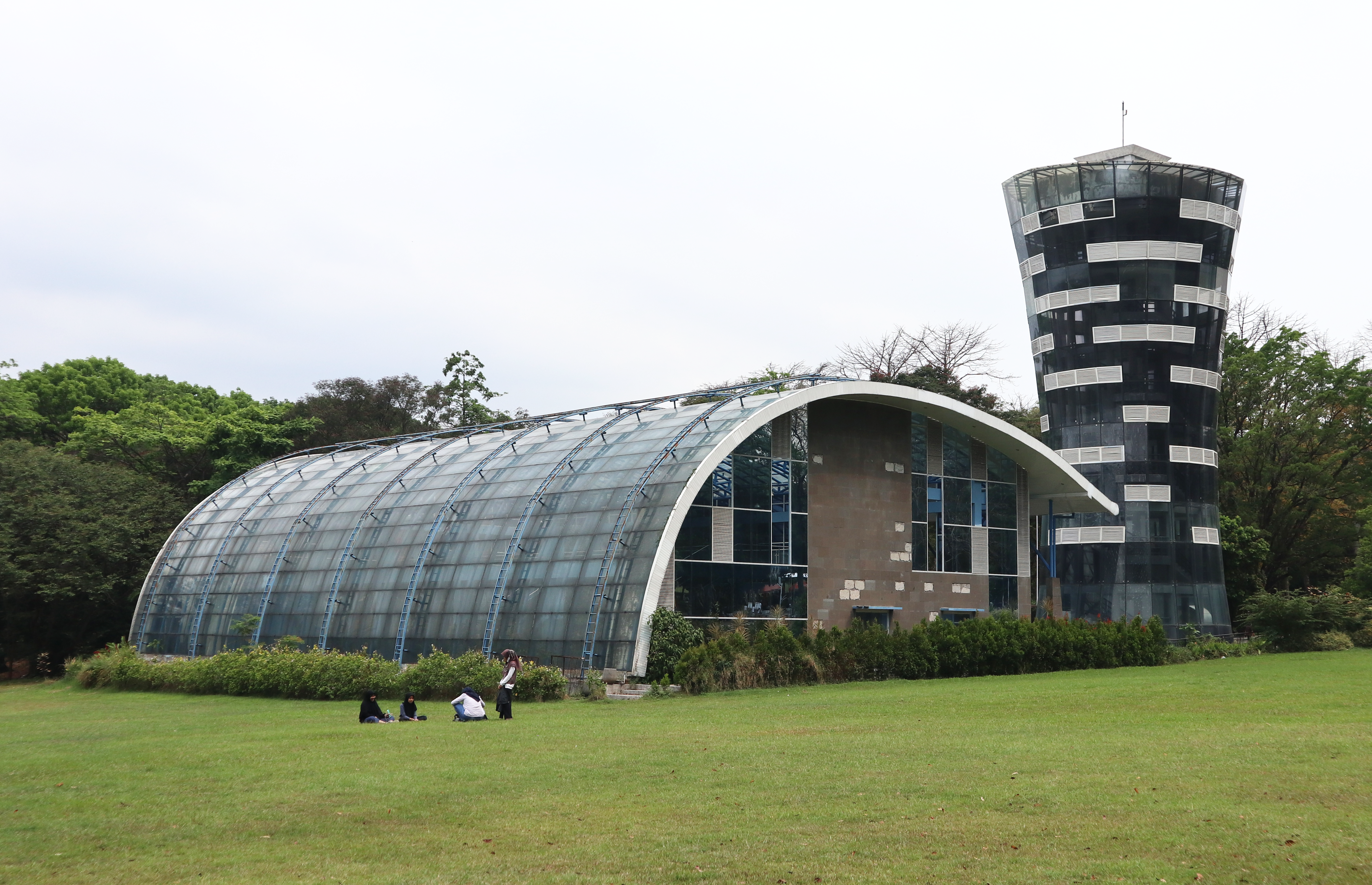
Jardín Botánico Purwodadi (torre de observación e invernadero)

El Jardín Botánico Purwodadi (en indonesio: Kebun Raya Purwodadi), es un jardín botánico de 85 hectáreas de extensión que se encuentra en Lawang, Java, Indonesia. Es miembro del BGCI, presentando trabajos para la « International Agenda for Botanic Gardens in Conservation », su código de identificación internacional es BO(P).

## Localización
« Kebun Raya Purwodadi » , PO Box 5, Lawang 65201, Este de Java, Indonesia.
- Teléfono: Lawang 46
- Longitud : S
- Latitud : E
- Altitud : 300 m s. n. m.
- Promedio anual de lluvias: 2366 mm
- Temperatura media anual : oscila entre 22° a 23 °C

## Historia
El jardín botánico Purwodadi, fue fundado en 1941, en tiempos de la colonia holandesa, por el Dr. D. F. van Slooten, poco antes de la irrupción de los japoneses, siendo una subsección de pruebas dependiente del jardín botánico más grande e importante de Kebun Raya Bogor. 
En 1954, las colecciones fueron sistematizadas y divididas en zonas, y desde 1980 una reestructuración parcial las agrupó en familias de plantas. 
Actualmente, este jardín ocupa unas 85 hectáreas en el pie de la montaña, exhibiendo flora tropical propia del este de Java.
El « Kebun Raya Purwodadi » es uno de los cuatro « Kebun Raya Indonesia » que son parte integrante del Instituto de las Ciencias de Indonesia, los otros tres jardines botánicos restantes son: Kebun Raya Bogor, Kebun Raya Cibodas y Kebun Raya Bali.

## Colecciones
El jardín botánico Purwodadi contabiliza un total de 11,413 especímenes cultivados, representando 2,598 especies 
Entre sus colecciones hay:
- Orchidaceae, con unas 531 especies,
- Jengibres con unas 44 especies,
- Plantas de la familia Musaceae
- Colección de helechos
- Plantas tolerantes de la sequía del este de Java
- Plantas nativas de Indonesia
- Bosque preservado de vegetación natural de la zona
- Herbario

## Actividades
- Programas de conservación
- Programa de mejora de características de plantas medicinales
- Programas de conservación Ex Situ
- Programas de reintroducción de especies
- Programas de Ecología
- Programas educativos
- Exploración
- Horticultura